# Antarctisch gebied
Het Antarctisch gebied is een ecozone zoals deze gehanteerd worden door het WWF in hun definities van de ecoregio's van onze planeet.
De WWF-code voor de ecozone is AN en de zone omvat naast het continent Antarctica zelf een aantal eilanden in de zuidelijke oceanen. In tegenstelling tot wat het geval is bij het florarijk Antarctis wordt de zuidelijke punt van Zuid-America er niet toe gerekend.
De ecozone omvat de volgende vier toendragebieden:
- AN1101 - Het Antarctisch Schiereiland
- AN1102 - De rest van Antarctica
- AN1103 - De eilanden van de Scotiazee[2]
- AN1104 - Prince Edward, Crozet, Kerguelen, Heard en McDonald-eilanden

## Korstmossen
Een belangrijk onderdeel van de flora van het Antarctisch gebied bestaat uit korstmossen. Ongeveer 420 soorten zijn daarvan bekend waarvan 75% voorkomt in de eilandtoendra van de Scotiazee en op het Antarctisch Schiereiland. In Maudlandia, de rest van het continent komen zo'n 90-100 soorten voor. Veel korstmossen zijn verwant aan de flora van zuidelijk Zuid-Amerika, maar sommige tonen ook verwantschap met die van Nieuw-Zeeland. Dit kan er verband houden mee houden dat zij op Gondwana ontstaan zijn.